# Virbia ampla
Virbia ampla là một loài bướm đêm thuộc phân họ Arctiinae, họ Erebidae.